# Rhamphomyia morenae
Rhamphomyia morenae är en tvåvingeart som beskrevs av Gabriel Strobl 1899. Rhamphomyia morenae ingår i släktet Rhamphomyia och familjen dansflugor. Inga underarter finns listade i Catalogue of Life.